# Sinis

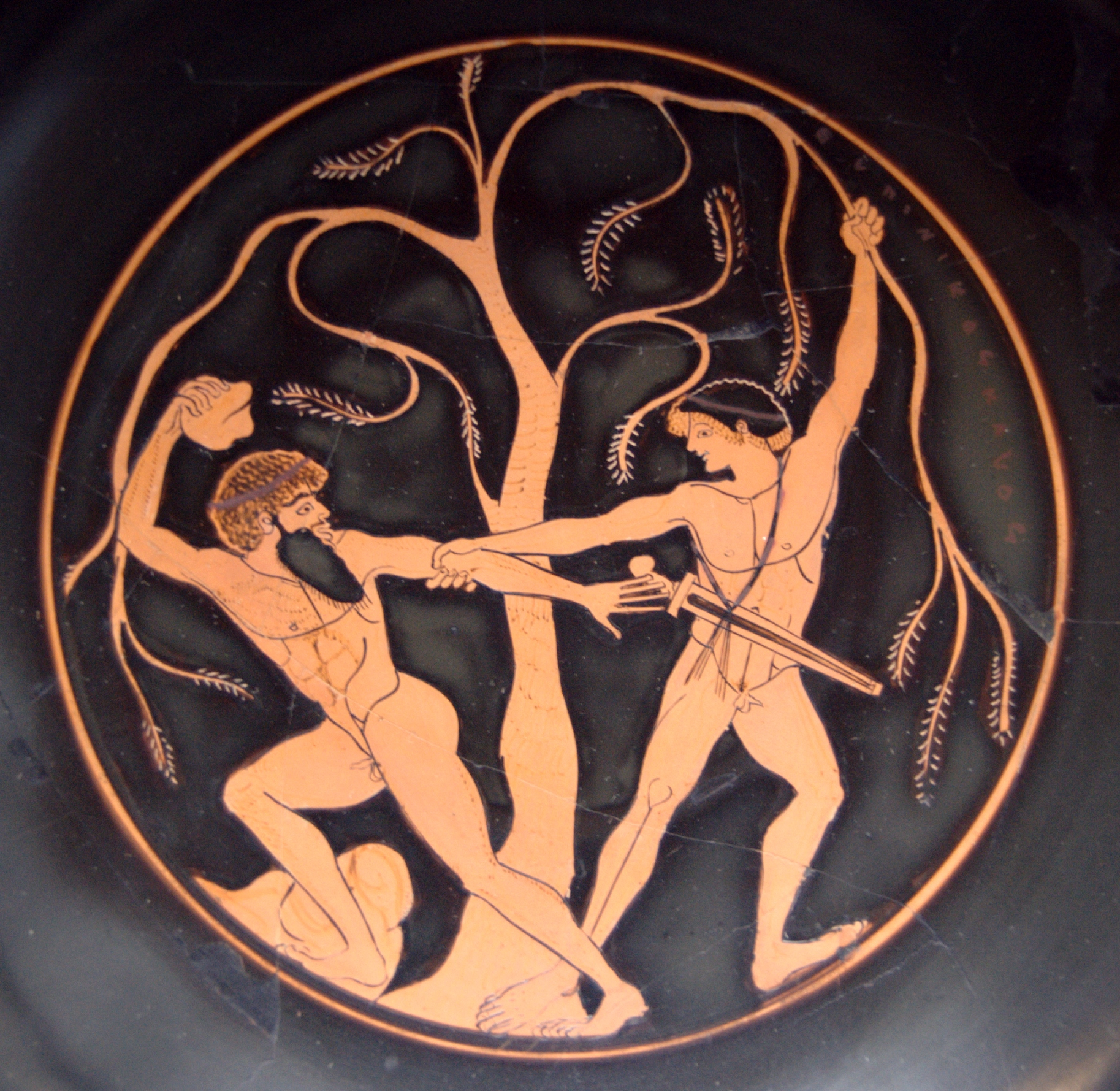
Theseus (rechts) in gevecht met Sinis. Detail van een roodfigurige vaas, 5e eeuw v.Chr. (Staatliche Antikensammlungen München).

Sinis (Oudgrieks: Σίνις, hetgeen 'vernietiger' betekent) is in de Griekse mythologie een misdadiger die gedood werd door Theseus.
Sinis was de zoon van Polypemon en Sylea. Volgens een andere versie was hij echter de zoon van ene Lytaios, een zoon van Kronos, en was hij de sterkste man op aarde. Hij leefde op de Landengte van Korinthe en doodde zijn slachtoffers als volgt: hij boog twee pijnbomen naar elkaar, bond een voorbijganger aan beide bomen vast en liet vervolgens de bomen los, zodat het slachtoffer uiteengerukt werd. Een iets andere versie is dat hij voorbijgangers dwong een pijnboom naar beneden te buigen, en dat zij, omdat zij niet sterk genoeg waren, door de bomen gekatapulteerd werden en zo omkwamen. Hoe dan ook kreeg hij de bijnaam Πιτυοκάμπτης ('Pityokamptès': pijnboombuiger). Hij werd door Theseus, tijdens diens reis van Troizen naar Athene, op dezelfde manier gedood als de manier waarop zijn slachtoffers aan hun einde waren gekomen.
Volgens Ploutarchos had Sinis een mooie dochter, genaamd Perigounè. Zij vluchtte weg na de dood van haar vader. Theseus ging achter haar aan en verwekte bij haar een zoon genaamd Melanippos. Theseus gaf Perigounè daarna echter als vrouw aan iemand anders.